# Chaetomium globosum
Chaetomium globosum G. Winter – gatunek grzybów z rzędu Sordariales.

## Systematyka
Pozycja w klasyfikacji według Index FungorumChaetomium, Chaetomiaceae, Sordariales, Sordariomycetidae, Sordariomycetes, Pezizomycotina, Ascomycota, Fungi.
Po raz pierwszy opisał go w 1817 r. Gustav Kunze i nadana przez niego nazwa naukowa jest ważna. Jest neotyp i epityp. Gatunek ma kilkanaście synonimów. Niektóre z nich:
- Chaetomium rectum Sergeeva 1961
- Chaetomium subglobosum Sergeeva 1960

## Morfologia
Grzyb mikroskopijny. Kolonie na OA w temperaturze 24 °C, osiągają średnicę 5,0–7,5 cm w ciągu 10 dni. Składają się z gęstej warstwy owocników, wskutek czego kolonia ma oliwkowoszarą barwę. Owocniki typu perytecjum, ciemnobrązowe do czarniawych, kuliste do jajowatych, przeważnie o średnicy 150–220(–350) µm, z zewnątrz pokryte ciemnymi włoskami. Włoski są liczne, z przegrodami, nierozgałęzione, giętkie lub nawet zwinięte, pigmentowane, zwężające się i mniej pigmentowane w kierunku czubka, o szorstkich ścianach. Worki maczugowate, 8-zarodnikowe. Askospory brązowe, w kształcie cytryny, 9–11 × 7–8,5 µm, z wierzchołkową porą rostkową. Są to grzyby homotaliczne.
Temperatura optymalna do wytwarzania owocników wynosi 18–20 (–24)°C.

## Występowanie i siedlisko
Występuje na całym świecie. W Polsce podano wiele jego stanowisk. Wyizolowano go z gleby, próchnicy, resztek roślinnych, liści, korzeni, nasion, owoców. Powoduje miękką zgniliznę drewna iglastego i liściastego, często spotykany jest na papierze, na tapetach, tekstyliach. Jako pleśń występuje także wewnątrz domów na ścianach i przedmiotach po ich zalaniu wodą lub zawilgoceniu.

## Chorobotwórczość
C. globosum jest grzybem saprotroficznym rozwijającym się na substancjach organicznych, głównie drzewnego pochodzenia, ale jest także grzybem chorobotwórczym.
- Jest alergenem. Zarówno strzępki, jak i zarodniki C. globosum zawierają antygeny, takie jak Chg45, które powodują u osób uczulonych produkcję przeciwciał IgE i IgG. Może to prowadzić do astmy nieatopowej, zapalenia zatok i chorób układu oddechowego u mieszkańców budynków zawilgoconych, w których rozwija się ten gatunek grzyba. Takim alergicznym atakom można zapobiec, stosując chloran potasu w materiałach budowlanych[6].
- C globosum wytwarza takie mykotoksyny jak: emodyny, chryzofanole, chaetoglobosyny A, B, C, D, E i F, a także chetominę i azafilony, chaetovirydyny. Chetomina jest toksyczna dla ssaków, ale także dla bakterii Gram-dodatnich, co pomaga grzybowi w zwalczaniu konkurencyjnych bakterii[7]. Cytochalazyny, chaetoglobosyny A i C, zakłócają podział i ruch komórek w komórkach ssaków. Cytochalazyny wiążą się z aktyną i wpływają na polimeryzację aktyny, chaetoglobosyna A jest wysoce toksyczna dla komórek zwierzęcych, nawet w minimalnych dawkach[8].
- Czasami może powodować oportunistyczną ludzką grzybicę paznokci i zakażenia skóry. Gatunek ten odpowiada za niewielki tylko odsetek przypadków grzybicy paznokci[9].

## Zastosowanie
- Ch. globosum jako endofit żyje w wielu roślinach nie szkodząc im. Jego bezobjawowa kolonizacja wspiera tolerancję roślin na toksyczność metali. Metale ciężkie, takie jak miedź, hamują wzrost roślin i zakłócają procesy metaboliczne, np. fotosyntezę. Kiedy rośliny kukurydzy były traktowane C. globosum, wykazywały mniejsze zahamowanie wzrostu i zwiększały biomasę[10].
- Rośliny wykorzystują tego endofitycznego grzyba także do tłumienia patogenów bakteryjnych. Szczepienie roślin jego askosporami zmniejsza objawy chorób bakteryjnych, takie jak więdnięcie, parch jabłoni i pleśnienie owoców i nasion[11].
- Wytwarzane przez Ch. globosum chaetovirydyny hamują powstawanie guzów u myszy. Ich cytotoksyczna aktywność niszczy komórki nowotworowe. Mykotoksyny te stanowią potencjalną możliwość opracowania nowych leków przeciwnowotworowych[12].